# 지미 게리슨
지미 게리슨(영어: Jimmy Garrison, 1934년 3월 3일 ~ 1976년 4월 7일)은 미국의 재즈 더블 베이시스트였다. 그는 1961년부터 1967년까지 존 콜트레인과 유대한 것으로 가장 잘 기억된다.

## 경력
게리슨은 마이애미와 필라델피아에서 자랐고 그곳에서 베이스를 배웠다. 게리슨은 1950년대 필라델피아 재즈 씬에서 성년이 되었는데, 여기에는 동료 베이시스트 레지 워크먼과 헨리 그라임스, 피아니스트 매코이 타이너, 트럼펫 연주자 리 모건이 포함되어 있었다. 1957년과 1962년 사이에 게리슨은 트럼펫 연주자 케니 도럼, 클라리넷 연주자 토니 스콧, 드러머 필리 조 존스, 색소폰 연주자 빌 배런, 리 코니츠, 재키 맥린, 커티스 풀러, 베니 골슨, 레니 트리스타노, 파로아 샌더스 등과 함께 연주하고 녹음했다. 1961년, 그는 오넷 콜먼과 녹음하여 콜먼의 음반 《Ornette on Tenor》와 《The Art of the Improvisers》에 참여했다. 그는 또한 월터 비숍 주니어, 칼 매시와 함께 그의 경력 초기 몇 년 동안 일했다.
1962년 워크먼의 후임으로 존 콜트레인의 4중주단에 정식으로 합류했다. 롱 트리오 블루스 〈Chasin' the Trane〉은 콜트레인과 엘빈 존스와 함께한 그의 첫 번째 녹음 공연 중 하나이다. 게리슨은 《A Love Supreme》을 포함한 많은 콜트레인 음반에서 공연했다. 존 콜트레인이 죽은 후, 게리슨은 앨리스 콜트레인, 햄프턴 호스, 아치 셰프, 클리퍼드 손턴과 엘빈 존스가 이끄는 그룹들과 함께 작업하고 녹음했다.
게리슨은 또한 1960년대에 오넷 콜먼과 함께 일했고, 1961년에 《Ornette on Tenor》에서 처음으로 녹음했다. 그와 엘빈 존스는 1968년 콜먼과 함께 녹음했고, 《New York Is Now!》와 《Love Call》의 음반에서 콜먼의 평소보다 더 강력한 연주를 이끌어낸 공로를 인정받았다.
1971년과 1972년, 게리슨은 웨슬리언 대학교와 베닝턴 대학교에서 방문 예술가로서 가르쳤다.

## 사생활
게리슨은 4명의 딸과 1명의 아들을 두었다. 그의 첫 번째 부인 로비와의 사이에 로빈, 로리, 이탈리아 출신의 재즈 보컬리스트 조이 개리슨이라는 세 딸이 있었다. 그의 두 번째 아내이자 댄서이자 안무가인 로베르타 에스카밀라 게리슨과 함께 마이아 클레어와 재즈 베이시스트 맷 게리슨을 두었다.
지미 게리슨은 1976년 4월 7일 폐암으로 사망했다.

## 음악 및 연주 스타일
게리슨은 독창적이고 멜로디적인 베이스라인으로 알려져 있는데, 종종 끊어진 시간을 사용하고 전통적인 워킹 베이스라인에서처럼 곧은 쿼터 음을 피해서 시간과 맥박을 노골적으로 연주하기보다는 암시하는 것으로 알려져 있다. 그는 또한 더블 스톱을 자주 사용하고, 베이스의 현을 엄지손가락으로 치는 것으로도 유명했다. 개리슨은 종종 무반주 즉흥 솔로곡을 연주하곤 했으며, 때로는 다른 음악가들보다 먼저 노래를 소개하기도 했으며, 때로는 활을 사용하기도 했다. 게리슨은 독특하게 무겁고 강력한 직장의 끈 톤을 가지고 있었다.